# Корпоративний туризм
Корпоративний туризм — це організована форма подорожей, що здійснюються групами співробітників або представниками компаній з метою підвищення командного духу, навчання, мотивації чи зміцнення ділових стосунків. Він є важливим елементом корпоративної культури, сприяє зміцненню взаємодії між працівниками та створенню комфортної атмосфери в колективі.

## Цілі корпоративного туризму
Корпоративний туризм спрямований на досягнення низки важливих цілей. Він допомагає зміцнити командну роботу, заохотити працівників за досягнення у роботі, забезпечити їхній професійний розвиток через участь у тренінгах, семінарах чи ділових заходах. Крім того, корпоративні подорожі дозволяють налагоджувати ділові зв'язки з партнерами або клієнтами у неформальній атмосфері, що сприяє успішним переговорам і розширенню контактів.

## Форми корпоративного туризму
Різноманітні формати корпоративного туризму забезпечують його універсальність. Тімбілдинг-програми об'єднують колектив через участь у спільних активностях, таких як спортивні змагання, квести або творчі майстер-класи. Навчальні тури поєднують подорожі із професійним розвитком, наприклад, відвідуванням галузевих семінарів. Інсентив-тури, що є винагородою за успішну роботу, дозволяють працівникам відчути себе цінними членами команди. Окремо слід згадати ділові подорожі, які передбачають участь у конференціях або переговорах за межами офісу.

## Переваги корпоративного туризму
Організація корпоративних подорожей має безліч переваг як для компаній, так і для їхніх працівників:
- Покращення командного духу через спільні враження і досвід.
- Підвищення лояльності співробітників завдяки турботі про їхній комфорт і розвиток.
- Розширення знань і навичок через участь у навчальних заходах.
- Зміцнення партнерських відносин під час ділових зустрічей у неформальній обстановці.

## Особливості організації корпоративного туризму
Ефективна організація корпоративних подорожей вимагає індивідуального підходу. Це передбачає створення програм, які максимально відповідають потребам колективу. У процесі підготовки враховуються деталі транспортування, проживання, харчування та дозвілля. Важливо забезпечити комфорт і врахувати інтереси кожного учасника, щоб подорож стала не тільки корисною, але й приємною.

## Корпоративний туризм в Україні
В Україні корпоративний туризм є перспективним напрямом, який стає все популярнішим серед компаній різного масштабу. Сучасні українські туроператори пропонують великий вибір послуг для корпоративних клієнтів. Від локальних заходів у Карпатах до міжнародних подорожей — корпоративні програми адаптовані до потреб компаній.

## Перспективи розвитку
Корпоративний туризм має великий потенціал для подальшого розвитку, особливо у контексті адаптації до сучасних викликів. Сталий туризм, впровадження цифрових технологій, а також зростання попиту на гібридні заходи відкривають нові можливості для галузі.
Навіть за умов економічних чи глобальних криз корпоративний туризм залишається важливим елементом у формуванні сильної корпоративної культури та підвищенні ефективності роботи компаній.